# Cimitero di Borre
Il cimitero di Borre (norvegese: Borrehaugene dall'antico norreno borró e haugr, che significa tumulo) è situato ad Horten, contea di Vestfold, Norvegia.

## Descrizione
Il sito ha un'area di 182 000 m², e la sua collezione di tumuli funerari è eccezionale in Scandinavia. Oggi si possono ammirare sette grandi tumuli ed un ometto. Almeno due tumuli ed un ometto sono stati distrutti in epoca moderna. Vi sono anche altri 25 piccoli ometti, ed il cimitero potrebbe essere stato anche più vasto. Alcuni dei monumenti misurano oltre 45 metri di diametro e fino a 6 metri d'altezza. Borrehaugene fornisce un'importante conoscenza storica e può essere considerata come prova del fatto che fu un centro di potere dal periodo merovingio all'epoca vichinga.

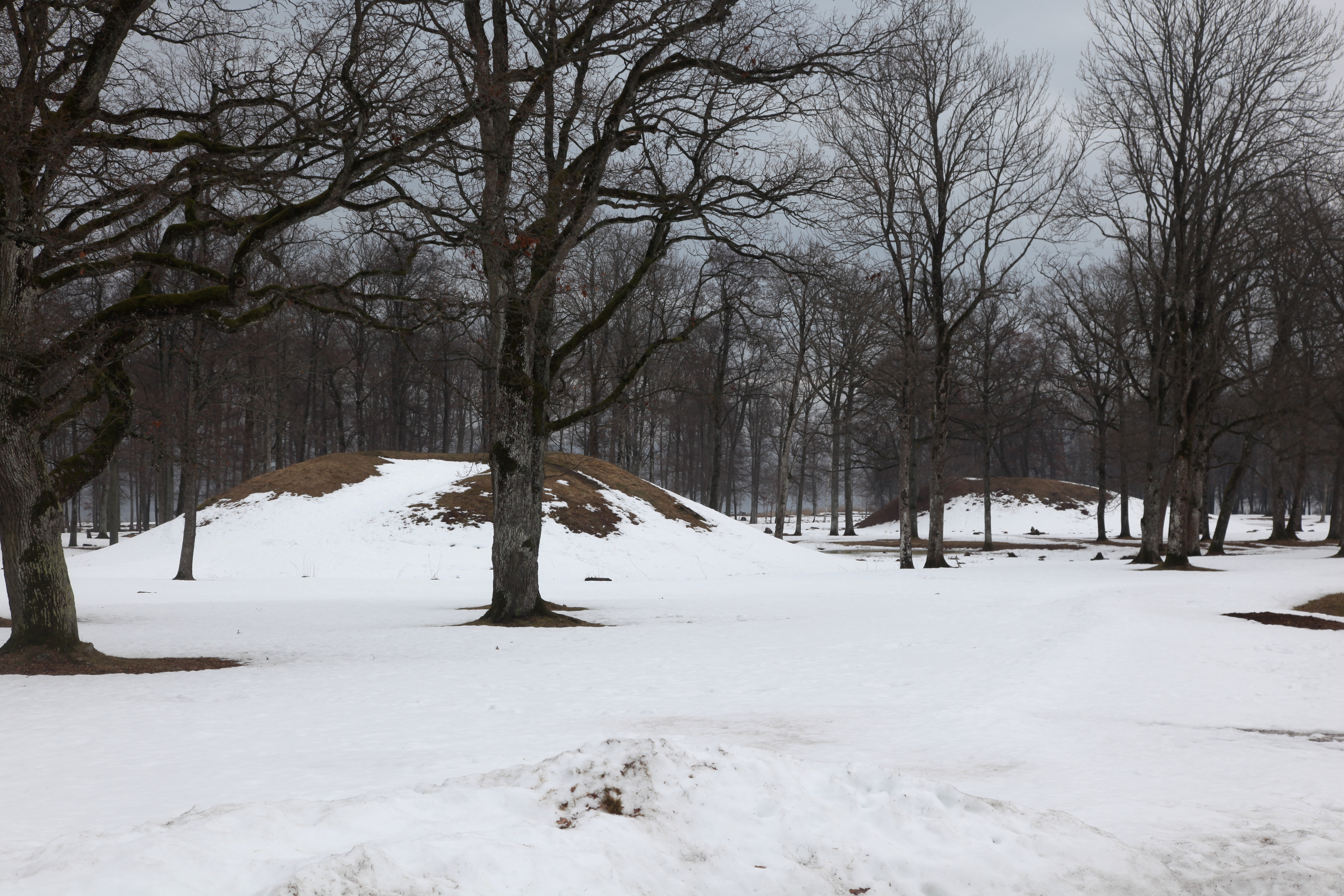
ll cimitero innevato

I primi studi sul cimitero si svolsero nel 1852. I locali costruttori di strade utilizzarono uno dei tumuli come cava di ghiaia, e durante i lavori distrussero buona parte di una ricca tomba organizzata in una nave vichinga. L'antiquario Nicolay Nicolaysen esaminò quello che era rimasto del tumulo. La tomba conteneva armi ed equipaggiamento da cavalcata che faceva pensare alla tomba di un uomo. Gli scavi portarono alla luce un'incredibile serie di manufatti, molti dei quali sono tuttora esposti presso il Museo delle navi vichinghe di Oslo. Questo stile divenne noto come "Borre style", ed è oggi noto per i suoi begli ornamenti di animali e nodi, spesso usati per decorare i capelli. Alcuni degli ometti più piccoli vennero studiati nel 1925. Si dimostrarono semplici tombe di cremazione. Dal 1989 al 1991 furono effettuati nuovi scavi all'interno del parco e nelle sue vicinanze.